# Samantabhadra

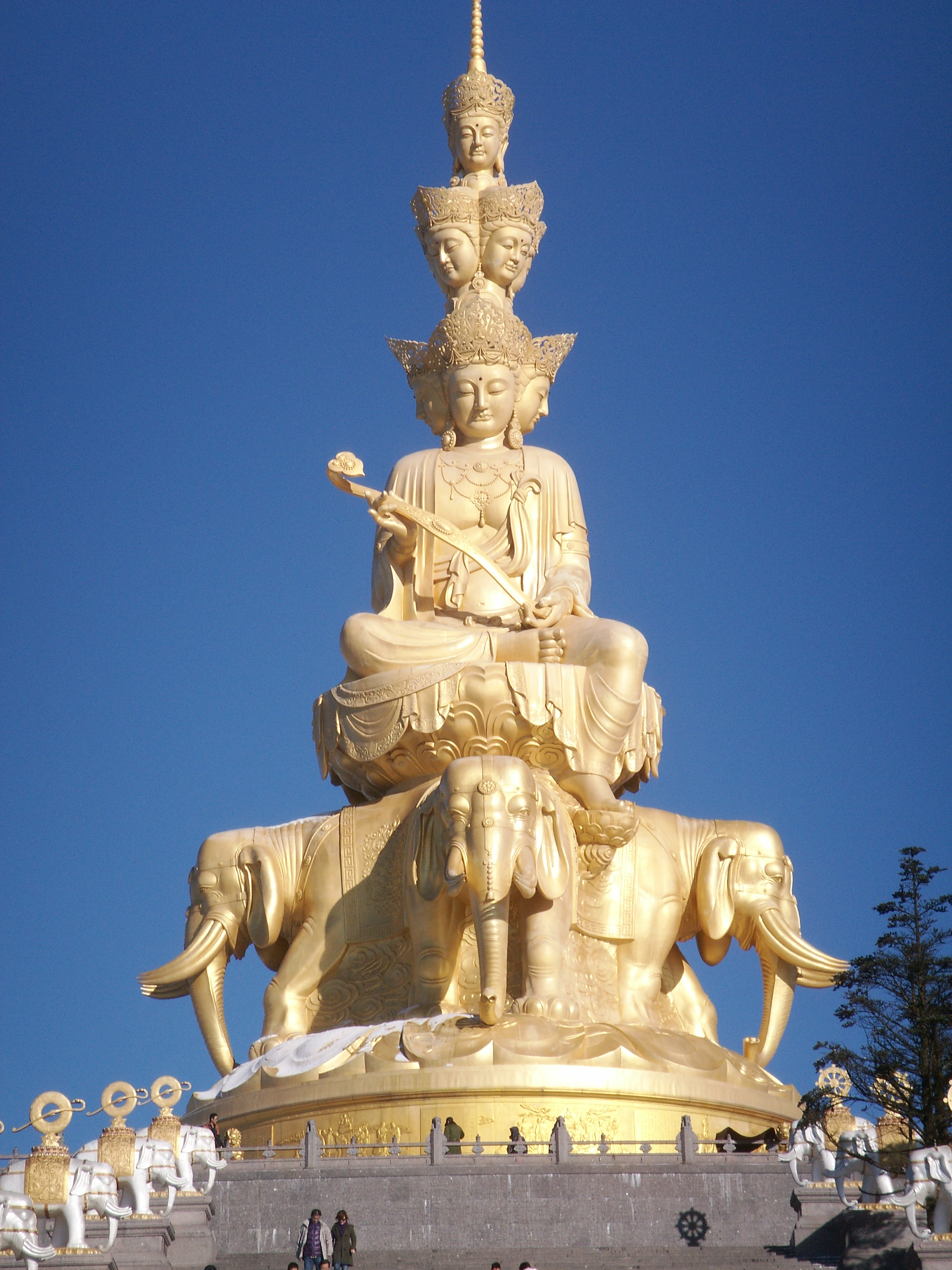
Velká socha Samantabhadry na čínské hoře E-mej-šan

Samantabhadra (ve Wylieho transkipci Kun-tu bzang-pol, dosl. „vše dobré“) je bódhisattva mahájánového buddhismu. Ztělesňuje pochopení nauky.

## Ikonografie

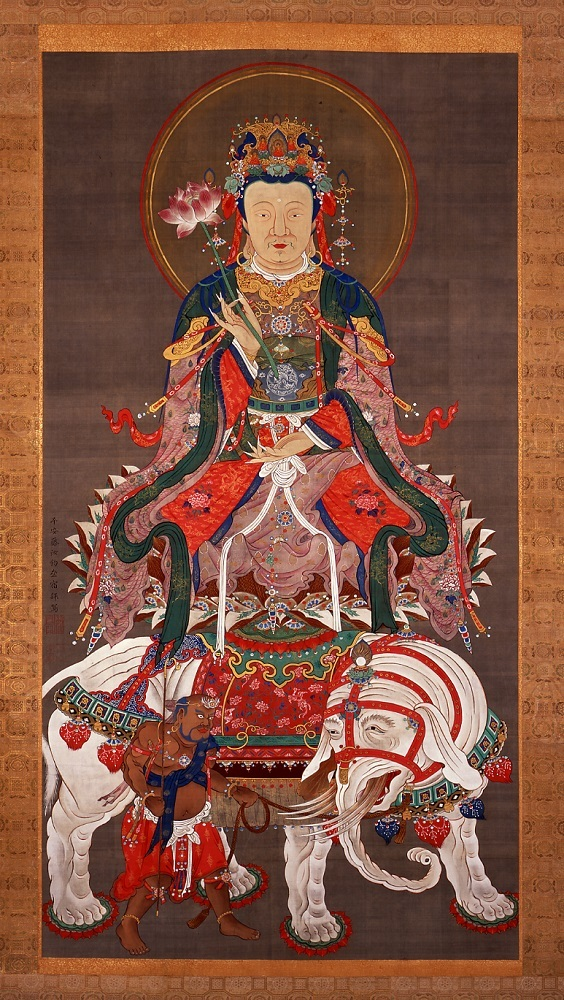
Samantbhadra na bílém slonu

Bódhisattva Samantabhadra sedívá v lotosové pozici na květu lotosu nebo bílém slonu se šesti kly. Bývá často vyobrazován zejména s Maňdžušrím, ale i s buddhou Šákjamunim, kdy sedí po jeho pravici. Vyobrazení se samotným Samantabhadrou jsou řídká.

## Ádi-buddha
Ve vadžrajánovém buddhismu se vyskytuje prvotní buddha (pra-buddha) totožného jména. Ádi-buddha Samantabhadra má podobu tmavě modrého sedícího buddhy v poloze jab-jum (tedy v pohlavním spojení) se svou partnerkou Samantabhadri (ženským božstvem). Tento buddha představuje transcendentního Původce všeho stvořeného ve vesmíru a blíží se tak ke konceptu Boha známého z monoteistických náboženství.